# Isostyla purefacta
Isostyla purefacta är en fjärilsart som beskrevs av Louis Beethoven Prout 1918. Isostyla purefacta ingår i släktet Isostyla och familjen tandspinnare. Inga underarter finns listade i Catalogue of Life.